# Gubik Petra
Gubik Petra (Kisvárda, 1989. augusztus 15. –) Junior Prima díjas magyar színésznő, énekesnő. A Sztárban Sztár 9. évadának győztese.

## Életpályája
A felső-szabolcsi Ajak kisvárosban nőtt fel, ami akkor még nagyközségnek minősült.
Általános iskolai tanulmányait Ajakon, az Általános Művelődési Központban végezte. Általános iskolai évek alatt szavaló- és prózamondó versenyeken, továbbá megyei és országos atlétikaversenyeken szerepelt eredményesen. Általános iskolában tagja volt az iskolai énekkarnak és a helyi mazsorett csoportnak, tanult néptáncot, balettet, modern táncot is.
Zenei tanulmányait a kisvárdai Weiner Leó Alapfokú Zene- és Művészeti Iskolában folytatta, ahol nyolc évig tanult zongorázni.
Középiskolai tanulmányait a Kisvárdai Bessenyei György Gimnázium és Kollégium humán–reál tagozatú osztályában zárta. Ez időben lett a kisvárdai Doktorock Színtársulat tagja, ahol először találkozott közelebbről a színház fogalmával.
A gimnáziumi évek alatt a Muzsika Zeneiskola magánének szakán fejlesztette a zene iránt való érdeklődését. Ezzel párhuzamosan négy éven át tagja volt az Eszterházy kórusnak, ahol a szoprán szólamot erősítette.
Az érettségi után sikeres felvételt nyert a Debreceni Egyetem Bölcsészettudományi Karának etnográfia szakára. Az egyetem mellett a Békéscsabai Jókai Színház Szinitanházának növendéke lett, ahol 2011 -  színész II. minősítést szerzett. 2009-től a Békéscsabai Jókai Színház társulatának tagja, 2013-tól pedig a Budapesti Operettszínház vendégművésze is. 2013 -  Margaret Mitchell Elfújta a szél című regényének hősnőjét, Scarlett O'Harát alakította Gérard Presgurvic musicaljének ősbemutatóján, a szegedi Dóm téren.
2015 -  a Pécsi Országos Színházi Találkozón (POSZT) Bertolt Brecht – Kurt Weill Koldusoperájában, Polly Peachum szerepének megformálásáért elnyerte a színészzsűritől a legjobb női alakítás díját. A 2014/15-ös évadban megkapta a Budapesti Operettszínház Legígéretesebb Ifjú Tehetségének járó Marsallbot-díjat is.
Az énekesi pálya is vonzotta egy ideig. 2010 -  szerencsét próbált a Megasztárban. 2011 -  és 2012 -  jelentkezett az X-Faktorba. Egy rövid ideig a Sugarloaf énekesnője is volt, azonban ezt, színházi elfoglaltságai miatt nem folytatta.
2016-2019 között a Színház- és Filmművészeti Egyetem drámainstruktor szakos hallgatója volt. 
2018 -  Junior Príma Díjban részesült, színház- és filmművészet kategóriában.
2022 -  Szirtes Edina Mókus és Müller Péter Sziámival közösen megírták első szólólemezét; “Ez van, ez!” címmel, melynek címadó dalát a Duna televízió, A Dal 2022 műsorában a legjobb húsz közé választották.
2023 -  szerepelt a Sztárban sztár című műsor kilencedik évadában. Végül megnyerte a műsort. Ezzel ő lett az eredeti Sztárban sztár történetének első női győztese.
2022-23 -  szerepelt az újraindított Csináljuk a fesztivált! harmadik, összességében kilencedik évadában, ahol második helyezést ért el Cserháti Zsuzsa Kicsi, gyere velem rózsát szedni című dalával, 2024 -  pedig ugyanazt a helyezést érte el a Sztárban sztár all-stars évadában.
2024. szeptember 1-től a Csukás Meserádió egyik női mesélője.

## Jelentősebb szerepei
- Jose Fernandez – Steve Margoshes: Fame / musical: Serena szerepében / Kisvárdai Várszínház és Művészetek Háza
- Kocsák Tibor – Baróthy Péter – Kemény Gábor – Miklós Tibor: Kiálts a szeretetért! / Praeja, hindu nő, valamint Mary szerepében / Kisvárdai Várszínház és Művészetek Háza
- Elton John – Tim Rice: Aida / Aida, Núbia hercegnője szerepében / Békés Megyei Jókai Színház
- Móricz Zsigmond – Kocsák Tibor – Miklós Tibor: Légy jó mindhalálig! / Bella kisasszony szerepében / Kisvárdai Várszínház és Művészetek Háza
- Hobo - Circus Hungaricus / Juci szerepében / Békés Megyei Jókai Színház és a Debreceni Csokonai Színház
- Csínom Palkó-Zalán Tibor és Greifenstein János / Bíró Gyöngyvér szerepében / Békés Megyei Jókai Színház, / Ferenczi György és a Rackajam közreműködésével
- Galt Macdermot – Gerome Ragni – James Rado: Hair / Jeannie szerepében / Kisvárdai Várszínház és Művészetek Háza
- Kálmán Imre: Csárdáskirálynő / Leontína szerepében, valamint kórus / Békés Megyei Jókai Színház
- Dale Wasserman – Mitch Leigh – Joe Darion: La Mancha Lovagja / fordította: Blum Tamás / Antonia szerepében Békés Megyei Jókai Színház
- Stefan Heym - Kemény Gábor – Kocsák Tibor – Miklós Tibor: Krónikás / Lilith, Ethán ágyasa szerepében / Kisvárdai Várszínház és Művészetek Háza
- Szomor György – Pozsgai Zsolt: Monte Cristo Grófja / Mercedes szerepében / Békéscsabai Jókai Színház
- Szophoklész: Antigoné / Antigoné szerepében / Békéscsabai Jókai Színház Ibsen Színpad
- Mozart után majdnem szabadon: Varázsfuvola / Pamina szerepében Békéscsabai Jókai Színház
- Feydeau: Bolha a fülbe / fordítás: Hamvai Kornél / Antoinette szerepében / Békéscsabai Jókai Színház
- Frank Sinatra – A Hang / Ava Gardner szerepében / Békéscsabai Jókai Színház és az Experidance koprodukciója
- Hetvenhét / Vasvirág szerepében Békéscsabai Jókai Színház
- Bródy János-Szörényi Levente: István a király / Réka szerepében / Békéscsabai Jókai Színház
- Gérard Presgurvic: Elfújta a szél / Scarlett O’ Hara szerepében / Budapesti Operettszínház / Ősbemutató: Szegedi Dóm tér
- Dés László-Geszti Péter-Békés Pál: Dzsungel könyve / Tuna szerepében Békéscsabai Jókai Színház és a szombathelyi Weöres Sándor Színház
- …Tied a világ! / zenés társasjáték / Illés dalokkal / Játékszín
- Lévay Szilveszter – Michael Kunze: Mozart / Nannerl szerepében / Budapesti Operettszínház
- Carlo Goldoni - Chioggiai csetepaté Checca szerepében Békéscsabai Jókai Színház
- Steinbeck: Egerek és emberek / Curley felesége szerepében Békéscsabai Jókai Színház
- Bertolt Brecht: Kurt Weill: Koldusopera / Polly Peachum szerepében / Békéscsabai Jókai Színház
- Claude-Michel Schönberg: Miss Saigon /Gigi szerepében Budapesti Operettszínház
- Orient / zenés színmű Békéscsabai Jókai Színház és Gödöllői MUZA
- Jose Fernandez – Steve Margoshes: Fame – A hírnév ára / Carmen Diaz szerepében / Budapesti Operettszínház
  - Vesztegzár a Grand Hotelben - Rejtő Jenő regényéből írta: Hamvai Kornél /Léni Jörins szerepében Békéscsabai Jókai Színház
- Neil Simon: Mezítláb a parkban / Corie Bratter szerepében / Békéscsabai Jókai Színház
- Michael Kunze: Sylvester Levay – Marie Antoinette / Margrid Arnaud szerepében / Budapesti Operettszínház
- Pedro Almodovar: Nők az idegösszeomlás szélén / Candella szerepében / Átrium Film-Színház
- Lázár Ervin: Szegény Dzsoni és Árnika / Árnika szerepében / Színház- és Filmművészeti Egyetem és a Budapesti Operettszínház koprodukciója
- Szurdi – Szomor - Valla: Diótörő és Egérkirály / Pirella szerepében / Békéscsabai Jókai Színház
- Hegyi - Dinnyés: Frida / Frida Kahlo szerepében / Átrium Film-Színház
- Jasmina Reza: Egy spanyol darab / Nuria szerepében / Pinceszínház
- Szörényi-Bródy: István a király / Réka szerepében / Budapesti Operettszínház
- Alan Menken - Stephen Schwartz - Peter Parnell: A Notre Dame-i toronyőr /Esmeralda szerepében/ Budapesti Operettszínház
- Várkonyi Mátyás - Gunar Braunke - Ács János: Dorian Gray / Sybil Vane szerepében / Budapesti Operettszínház
- Fényes Szabolcs - Harmath Imre: Maya / Barbara szerepében / Budapesti Operettszínház
- Enda Walsh - Marketa Irglova - Glen Hansard: Once / Egyszer / Lány szerepében / Madách Színház
- Jávori Ferenc - Kállai István - Böhm György: Menyasszonytánc / Rózsi szerepében / Budapesti Operettszínház
- Nyitrai László - Máthé Zsolt: A hentes lánya / A Szentendrei Teátrum és a Színház- és Filmművészeti Egyetem közös bemutatója
- Patricia Resnick – Dolly Parton: 9-től 5-ig / Judy Bernly szerepében / Móricz Zsigmond Színház, Nyíregyháza és József Attila Színház, Bp.
- Boris Vian: Tajtékos dalok / Ursula és... szerepében / Budapesti Operettszínház
- Gyárfás – Szabó: Tanulmány a Nőkről / Dr. Képes Vera szerepében / Zenthe Ferenc Színház
- Szente – Galambos – Juhász: Puskás, a musical / Klára szerepében / Erkel Színház
- Andrew Lloyd Webber – Don Black: Vasárnap mondd el! /monodráma / Madách Színház
- Jerry Bock - Sheldon Harnick / Hegedűs a háztetőn / Cejtel szerepében / Budapesti Operettszínház
- Arthur Kopit – Maury Yeston – Mario Fratti: Nine/Kilenc / Carla, Guido szeretője szerepében / Budapesti Operettszínház
- Kovács Adrián - Kiss Csaba - Müller Péter Sziámi: Veszedelmes viszonyok / Tourvelné szerepében / Budapesti Operettszínház
- Büchner - Závada - Subicz: Leonce és Léna / Léna hercegnő szerepében / Szegedi Nemzeti Színház
- Szente – Galambos – Juhász: Kőszívű - A Baradlay-legenda / Plankenhorst Alfonsine szerepében / Erkel Színház

- Bryan Adams-Jim Vallance: Micsoda nő! / Vivian Ward szerepében / Madách Színház

### Stúdiószínpadi darabok
- Jannisz Ritszosz – A börtön fája és az asszonyok,
- Csehov – Medve,
- Férfiak és Nők – a két világháború közötti kabaréműfajok válogatásaiból,
- Zalán Tibor – Romokon emelkedő ragyogás.

## Szinkronszerepek
- A démon arca – Riley (Emily Jackson)
- Énekelj! – Ash (Scarlett Johansson)
- Lángelmék
- Popsztár: Soha ne állj le (a soha le nem állással) –  Punk doktorno (Joanna Newsom)
- Alibi.com – Mamour (Adele Bernier)
- Top Gun: Maverick – Natasha “Fonix” Trace hadnagy (Monica Barbaro)
- Arthur király – A kard legendája – Kay (Georgina Campbell)
- Harmadnaposok 2.
- Hupikék törpikék – Az elveszett falu – Torpvihar (Michelle Rodriguez)
- Az Igazság Ligája
- Így csajozz egy földönkívülivel
- Jumanji – Vár a dzsungel
- A múmia
- Szárnyas fejvadász 2049 – Prosti (Elarcia Johnson)
- Thor: Ragnarök – Valkur (Tessa Thompson)
- Thor: Szerelem es mennydorges – Valkur (Tessa Thompson)
- A partiállat
- Bosszúállók: Végjáték – Valkur (Tessa Thompson)
- Shazam!
- Ami nem öl meg
- Encanto – Mirabel Madrigal (Stephanie Beatriz)
- Énekelj! 2.- Ash (Scarlett Johansson)
- A rosszfiuk – Mrs. Tarantella (Awkwafina)

## Film és sorozatszerepei
- Drága örökösök (2019)[2]
- 200 első randi (2019)
- Keresztanyu (2022)
- Örök hűség (2022)
- Véletlenül írtam egy könyvet (2025)

## Televíziós műsorai
- X-Faktor (2011, 2012, 2013)
- A Dal (2022, 2025)
- Csináljuk a fesztivált! (2022–2024)
- Sztárban sztár (2023, 2024)
- Password – A jelszó (2025)

## Díjak, elismerések
- 2013 - a XVIII. Magyar Drámaíró Versenyen való alakításáért Különdíjban részesül
- 2014 - a XIX. Magyar Drámaíró Versenyen való alakításáért Legjobb Női mellékszereplő Díj
- 2014 - Arany Kotta Díj – Az év musical színésznője
- 2015 - a POSZT színész zsűrijétől a Legjobb női alakítás Díja
- Budapesti Operettszínházban a 2014-2015-ös évad Legígéretesebb Ifjú Tehetségének járó Marsallbot-Díj
- 2018 - Junior Príma díj[3]
- Budapesti Operettszínház 2017/2018-as évad legjobb női főszereplőjének járó Honthy-díj[4]
- 2019 - Ajak város díszpolgára[5]
- 2023 - Sztárban sztár 1. helyezettje
- 2023 - Bessenyei György Gimnázium Bessenyei Akadémia tag
- 2025 - Kránitz Lajos-díj[6]